# 조인전대 제트맨
조인전대 제트맨(일본어: 鳥人戦隊ジェットマン)은 일본의 특촬 드라마로, 1991년 2월 15일부터 1992년 2월 14일까지 TV 아사히에서 방영되었다.

## 제트맨
- 텐도 류 / 레드 호크 (국내명(파워레인저 캡틴포스): 류 / 레드 호크) (25세 (생일: 1965년 5월 10일))
- 유우키 가이 / 블랙 콘돌 (국내명(파워레인저 캡틴포스): 가이 / 블랙 콘돌) (25세 (생일: 1965년 12월 6일)) (최종회의 에필로그로 사망)
- 오오이시 라이타 / 옐로 오울 (국내명(파워레인저 캡틴포스): 라이타 / 옐로 오울) (22세 (1969년 출생))
- 로쿠메이칸 카오리 / 화이트 스완 (국내명(파워레인저 캡틴포스): 리카 / 화이트 스완) (22세 (1969년 출생))
- 하야사카 아코 / 블루 스왈로 (국내명(파워레인저 캡틴포스): 아코 / 블루 스왈로) (18세 (1973년 출생))

## 에피소드
1. 전사를 찾아라!
2. 제3의 전사
3. 5개의 힘
4. 싸우는 신부
5. 나에게 반해라
6. 분노하라 로보
7. 류의 결혼!?
8. 웃는 다이아몬드
9. 진흙투성이의 사랑
10. 컵라면
11. 위험한 놀이
12. 지옥행 버스
13. 사랑의 미로
14. 사랑의 필살 바주카
15. 고교생 전사
16. 종이들의 반란
17. 부활의 여제
18. 가이, 죽다!
19. 보입니다!
20. 결혼 청소기
21. 걸어다니는 쓰레기
22. 폭발하는 사랑
23. 신전대 등장
24. 출격 초 슈퍼 로봇
25. 웃는 그림자 인간
26. 나는 원시인
27. 마계대탈출
28. 원조 차원수
29. 최후의 싸움
30. 3마신 일어서다
31. 전대해산!
32. 날개여! 다시
33. 바퀴벌레다
34. 배신한 류
35. 비둘기가 준 싸울 용기
36. 걸어가는 식욕! 개미인간
37. 탄생! 제왕 트란자
38. 느닷없이 해머
39. 돌려라 생명의 룰렛
40. 명령! 전대 교체하라
41. 변신불능! 기지괴멸
42. 나의 가슴에 잠들어라
43. 장관의 몸에 잠입하라
44. 마신로보 베로니카
45. 승리의 핫 밀크
46. 토마토 밭의 대마왕
47. 제왕 트란자의 영광
48. 죽음을 부르는 키스
49. 마리아 그 사랑과 죽음
50. 저마다의 사투
51. 날아라! 조인이여 (최종회)